# Kalle Anka på camping
Kalle Anka på camping (engelska: Tea for Two Hundred) är en amerikansk animerad kortfilm med Kalle Anka från 1948.

## Handling
Kalle Anka är ute på camping i naturen. Han ska börja äta av sin picknick när en myra försöker stjäla till myrstacken. Kalle skojar lite med myran, något han inte skulle ha gjort då myran upptäckt resten av Kalles mat och informerar de andra myrorna i stacken om att det finns mat.

## Om filmen
Filmen nominerades till en Oscar för bästa animerade kortfilm, men förlorade till förmån för The Little Orphan med Tom och Jerry.

### Svenska visningar
Filmen hade svensk premiär den 26 november 1950 på Sture-Teatern i Stockholm och ingick i kortfilmsprogrammet Kalle Ankas bravader tillsammans med sju kortfilmer till; Kalle Anka som jultomte, Pluto som gårdvar, Musse Piggs kelgris, Konståkning på trissor (ej Disney), Kalle Anka på honungsskörd, Pluto akrobat och Kalle Anka på friarstråt.
Filmen har haft flera svenska titlar genom åren. Vid biopremiären 1950 gick den under titeln Kalle Anka på camping. Alternativa titlar till filmen är Kalle Anka och myrorna, Snyltgäster, Kalle Anka campar och Kalle Anka på utflykt.
Mellan 1967 och 1970 var filmen ett inslag i Kalle Anka och hans vänner önskar God Jul. Följande år togs inslaget bort då myrorna i filmen ansågs vara rasistiskt animerade.

## Rollista
- Clarence Nash – Kalle Anka
- Pinto Colvig – myror[11]